# Tecnicolor2100
Tecnicolor2100 è un album dei Quadraphonic pubblicato nel 1999.

## Tracce
1. Tecnicolor2100 – 21:30